# 日本とソロモン諸島の関係

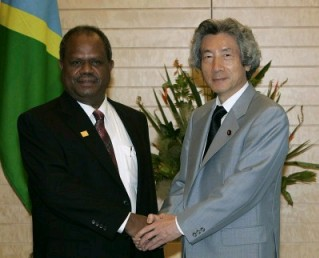
ソロモン諸島の首相であるアラン・ケマケザ（左）と日本国の内閣総理大臣である小泉純一郎（右）（2005年7月11日、総理大臣官邸にて）

ここでは、日本とソロモン諸島の関係（にほんとそろもんしょとうのかんけい、英語: Japan–Solomon Islands relations）について述べる。第二次世界大戦ではガダルカナル島などが日本軍と連合軍の間の戦場となったが、1978年のソロモン諸島の独立および日本との国交樹立以降は、両国の間で友好的な関係が保たれている。

## 両国の比較
|             | ソロモン諸島              | 日本                            | 両国の差                       |
| ----------- | ------------------------- | ------------------------------- | ------------------------------ |
| 人口        | 58万3591人（2015年）      | 1億2711万人（2015年）           | 日本はソロモン諸島の約217.8倍  |
| 国土面積    | 2万8900 km²               | 37万7972 km²                    | 日本はソロモン諸島の約13.1倍   |
| 首都        | ホニアラ                  | 東京                            |                                |
| 最大都市    | ホニアラ                  | 東京                            |                                |
| 政体        | 議院内閣制                | 議院内閣制                      |                                |
| 公用語      | 英語                      | 日本語（事実上）                |                                |
| 国教        | なし                      | なし                            |                                |
| GDP（名目） | 12億500万米ドル（2015年） | 4兆1162億4200万米ドル（2015年） | 日本はソロモン諸島の約3416.0倍 |
| 防衛費      | N/A                       | 409億米ドル（2015年）           |                                |

## 歴史

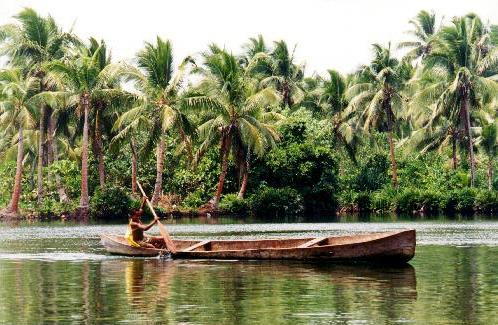
世界遺産東レンネル

### ソロモン諸島前史
1568年、メラネシア系の住民が平和に暮らしていた諸島に、スペイン人探検家のアルバロ・デ・メンダーニャ・デ・ネイラ（メンダナ）が来航。ガダルカナル島で砂金を発見して、古代イスラエルのソロモン王の財宝伝説にちなんで「ソロモン諸島」と名付けた。
1893年、イギリスがガダルカナル島を含む南ソロモン諸島の領有を宣言。
1900年、イギリスがドイツ帝国領であった北ソロモン諸島を取得したことにより、南北ソロモン諸島が統一された。

### 日本軍の進駐および米軍の反攻と駐留

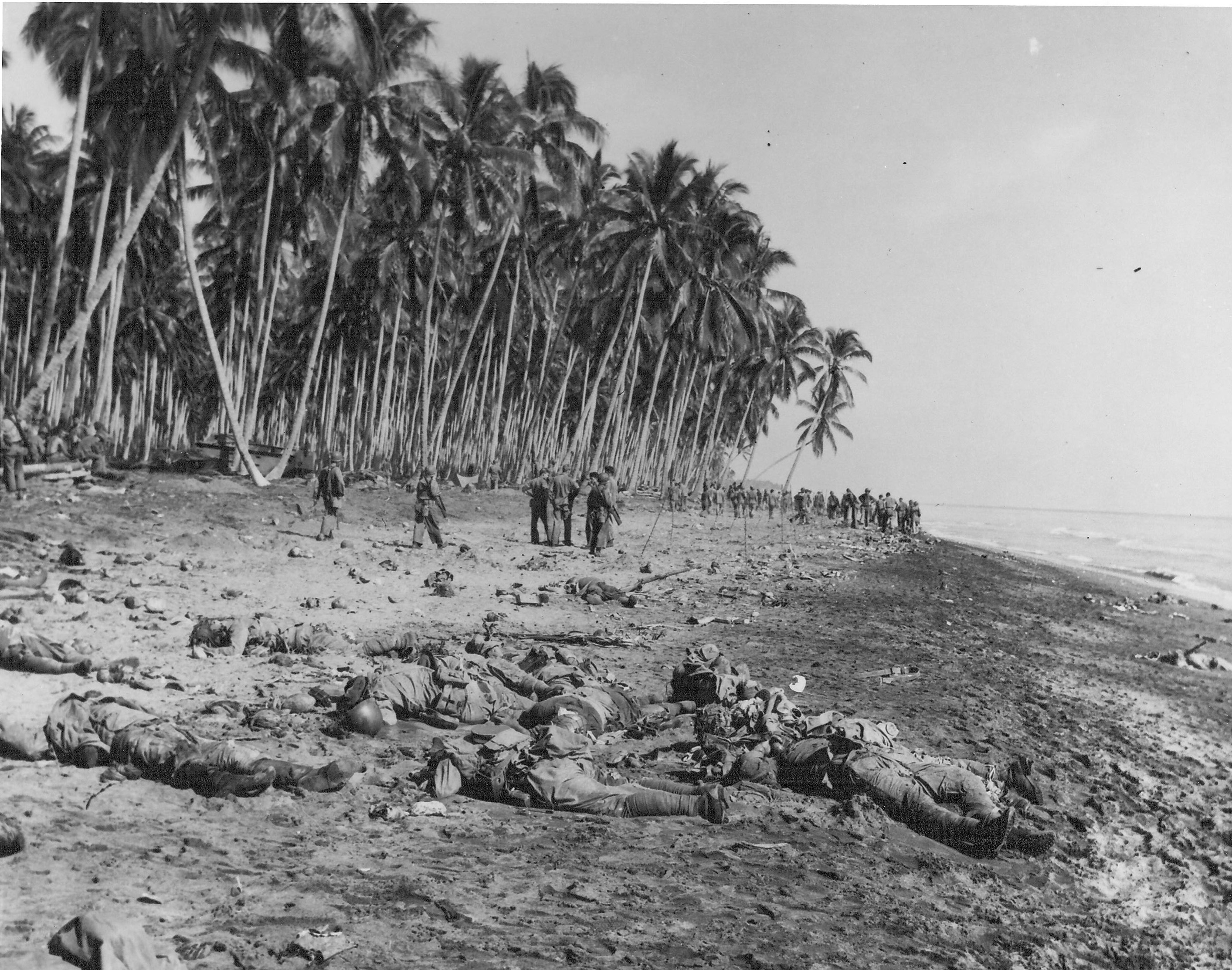
1942年8月21日海岸部で包囲殲滅された一木支隊

1942年5月3日、日本軍が当時のソロモン諸島の首都ツラギ島に上陸して占領したが、これが初めての本格的な日本とソロモン諸島の接触となった。同年7月6日、日本軍がガダルカナル島に上陸を開始（ガダルカナル島の戦い）。統治者であるイギリスの抵抗や援軍はほぼ皆無に等しく拱手傍観の様相を呈していたが、イギリスとは対照的にイギリスの同盟国アメリカの対応は迅速で、早くも1ヶ月後の8月7日には反攻があり、米第1海兵師団によって日本軍は滑走路を建設したばかりのルンガ飛行場を奪取される。それから半年近くにわたって、日本軍はルンガ飛行場を取り戻すために何度も兵力を送り込んだが、いずれも奏功せず返り討ちに遭う結果に終わった。8月24日に第二次ソロモン海戦で日本軍が空母龍驤を沈没させられるなどの敗北を喫してからは、制海権と兵站の維持がままならなくなり、食料・医薬品・弾薬などの物資全般が不足し始めた。11月中旬に戦われた第三次ソロモン海戦で日本軍が戦艦比叡と霧島を沈められて制海権を失ってからは、いよいよ外部からの補給がほぼ完全に途絶えて餓死者が続出するようになり、「餓島」というあだ名で呼ばれるようになった。

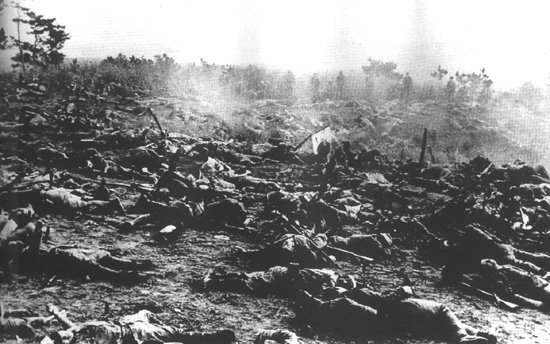
壊滅した第2師団（1942年10月25日）

1943年2月、日本軍がガダルカナル島から撤退、投入兵力の約3万人のうち戦病死者（餓死者も病死者に含む）を約2万人も出すという無惨な大敗で終わった。同年10月、ソロモン諸島のベララベラ島からも日本軍が撤退、これによりソロモン諸島全土から日本軍が駆逐されたことになる。その後、ソロモン諸島には米軍が駐留を続けたが、日本軍は一度もソロモン諸島を奪回できずに敗戦を迎えた。

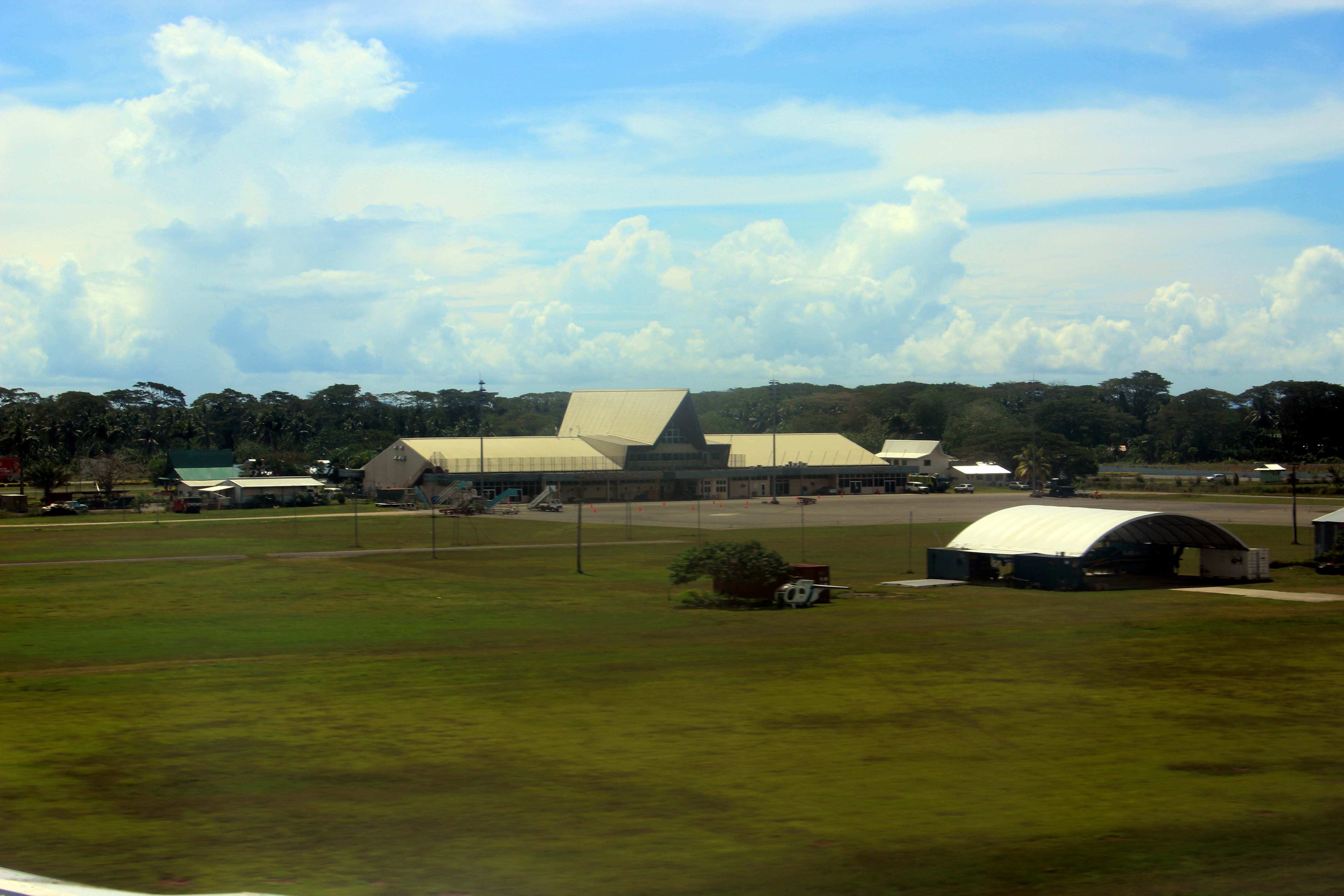
かつてのルンガ飛行場は、現在、ホニアラ国際空港となっている（2013年8月）

1950年5月25日、戦時中からずっとソロモン諸島に駐留していた米軍が撤退。

### 平和と繁栄の祈りを通じた友好親善
連合軍占領時代の1946年9月4日、第88回帝国議会開院式で昭和天皇が「朕は終戦に伴ふ幾多の艱苦を克服し国体の精華を発揮して信義を世界に布き平和国家を確立して人類の文化に寄与せむことを冀ひ」との勅語を下賜し、平和国家として再出発することを宣言。平和国家宣言は単なる昭和天皇の意見開陳にとどまらず、同年11月3日の日本国憲法公布、翌1947年5月3日の憲法施行という形で法的に明文化された。
1952年4月28日、サンフランシスコ平和条約の発効により日本国が独立したが、当時ソロモン諸島を領有していたイギリスも同条約締結国のうちの一国であり、イギリスを経由する形で日本とソロモン諸島の外交関係が回復した。
1965年10月24日、靖國神社慰霊祭参列者2,800人により全国第十七軍ソロモン会（現・全国ソロモン会）が設立される。第十七軍とはガダルカナル島やブーゲンビル島で奮戦した帝国陸軍の軍（ガダルカナル戦以後は師団規模に縮小）のことで、終戦時の司令官は神田正種中将であった。神田中将は全国第十七軍ソロモン会の初代会長に就任し、戦没者の慰霊事業や遺骨収集に尽力した。
1976年4月、竹田恒徳（1947年の皇籍離脱前までは竹田宮恒徳王）がガダルカナル島を慰霊訪問し、かつては敵であったソロモン諸島側の戦友会の手により現地で散華した日本軍の将兵の御霊を祀る塔が建立されていることを目の当たりにして、ソロモン諸島戦友会会長ウイリアム・ベネットを訪問、敵味方に分かれて戦ったという立場を超えた日本軍の将兵への慰霊に対して丁重に感謝して、お互い全太平洋の永遠の平和と繁栄を祈りたいとの決意で見解を一致させた。
1977年10月、近い将来に独立が予定されていたソロモン諸島で後に初代首相となるピーター・ケニローリアが訪日し、1年半前に現地を訪問した竹田恒徳の案内で福田赳夫総理と会談、日本とソロモン諸島がかつての敵味方という立場を超えて戦没した犠牲者全てを合祀するというケニローリア首相候補の提案に対して、福田は全面的な賛意を表明した。

### 国交樹立以後の両国関係

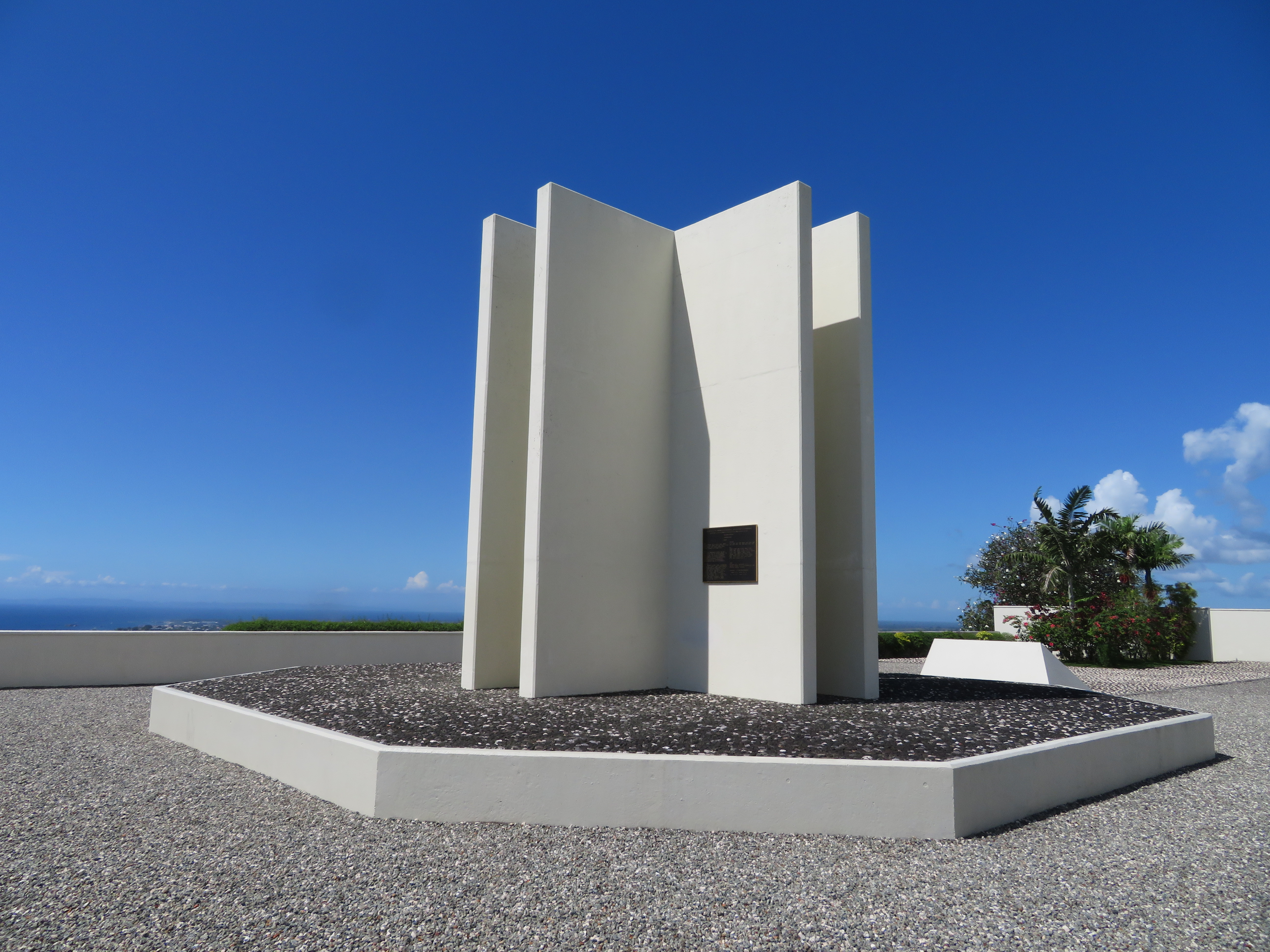
アウステン山の山麓にあるソロモン平和慰霊公苑の慰霊碑（1980年10月設置、2011年11月再整備）

1978年7月7日、英国王を名目上の君主として戴き総督が統治する英連邦王国（カナダやオーストラリア、ニュージーランドなどと同じ政体）としてソロモン諸島が独立した。これを受けて日本は直ちに独立を承認、両国の間で国交が樹立された。
1980年2月、在パプアニューギニア日本国大使館が在ソロモン諸島日本国大使館を兼轄。
1980年10月、大成建設の工事によって、ガダルカナル島アウステン山の山麓にソロモン平和慰霊公苑が完成。設計者は河野鷹思および高村英也、総工費は約1億7000万円であった。同月25日、昭和天皇と香淳皇后から、同公苑の落成を記念して、「南太平洋戦没者慰霊塔の除幕並びに追悼式」に供花が贈られた。
1980年11月、日本の臨時代理大使がソロモン諸島の首都ホニアラに常駐を開始。

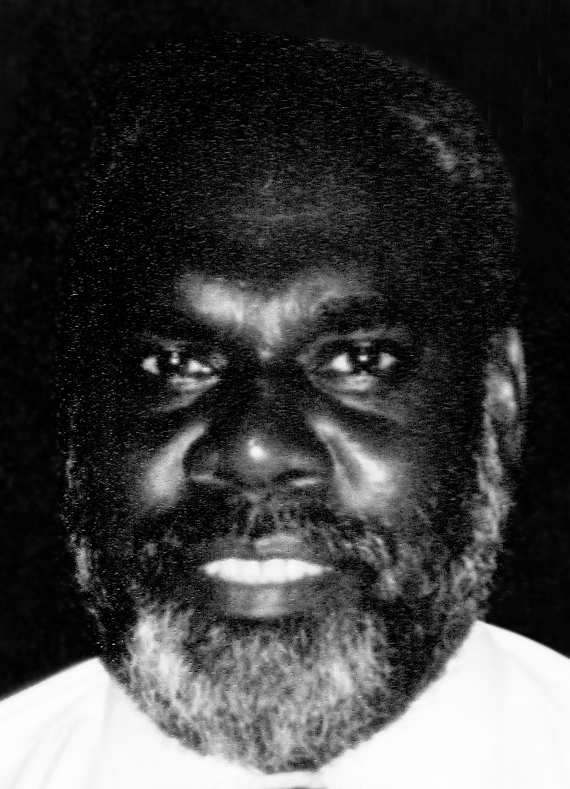
二度の訪日経験があるジョージ・レピン総督（1993年6月、当時45歳）

1989年1月、昭和天皇が崩御。翌2月に昭和天皇の葬儀である大喪の礼が執り行われ、ソロモン諸島からはジョージ・レピン総督夫妻およびベロ副官が参列した。
1990年3月、在京ソロモン諸島名誉領事館が開設される。同1990年、天皇（当時。令和時代の上皇）の即位の礼が執り行われ、11月に行われた賓客を招く饗宴の儀にはレピン総督夫妻が参列した。

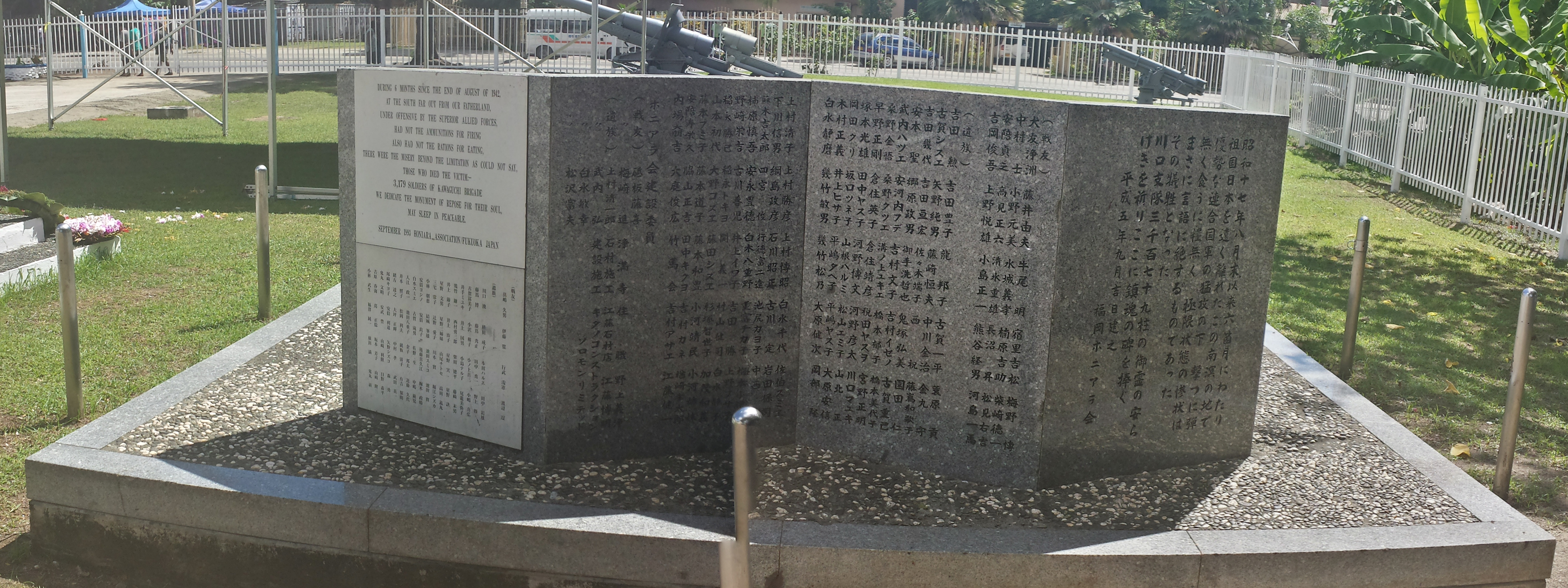
福岡ホニアラ会による川口支隊の英霊3179柱の鎮魂碑（1993年9月設置）

1993年、大戦中に戦死を遂げた旧日本軍福岡歩兵第124連隊所属の上村清少尉の息子である上村清一郎が、亡父や戦友が所属していた第124連隊の遺族と共に福岡ホニアラ会を結成する。上村は度々ガダルカナルを訪問して戦没者の遺骨収集や慰霊活動に従事したが、当初70名で行っていた遺骨収集の参加者は会員の高齢化と共に次第に少なくなり、20回目となる2005年夏の慰霊の旅に参加した者はわずか3名であった。その後、福岡ホニアラ会は会員の高齢化に伴って活動を休止し、上村自身も2010年に78歳で他界する。
2011年11月17日、老朽化していたソロモン平和慰霊公苑の再整備完了に伴い、同公苑で再整備完成記念追悼式が開かれた。追悼式では、天皇・皇后（当時。令和時代の上皇・上皇后）、玄葉光一郎外務大臣および小宮山洋子厚生労働大臣から供花が贈られ、岩撫明臨時代理大使の代読による野田佳彦総理からの追悼の辞と公益財団法人太平洋戦争戦没者慰霊協会代表理事秋上眞一の式辞が読まれた。
2016年1月、ガダルカナル島に初めて在ソロモン諸島日本国大使館が開設され、同年4月より特命全権大使がホニアラ常駐を開始。
2022年6月13日に、同年10月28日終了を予定として海上自衛隊の護衛艦・潜水艦・航空部隊がソロモン諸島を含むインド太平洋地域に派遣され、各国海軍との共同訓練に参加。特にいずも型護衛艦は空母に匹敵するヘリコプター搭載護衛艦（DDH）であり、軍事ジャーナリストの世良光弘は共産中国との覇権争いに対抗するAUKUS（オーカス）陣営に日本が肩入れする姿勢を示したことで中国に対するプレッシャーになると評価した。なお、日本の空母戦力がソロモン海域を遊弋するのは、1942年11月に空母隼鷹が同海域から離脱して以来約80年ぶり。
2022年8月8日、かつて皇軍と米軍の間で激戦が繰り広げられた古戦場血染めの丘で戦闘終結80周年の慰霊式が執り行われたが、同式典開催中の午前7時35分（日本時間午前5時35分）頃、インド太平洋方面派遣の一環でホニアラ港に寄港していた護衛艦きりさめの海上自衛隊員1名が地元のソロモン人からハサミで斬り付けられて首筋を負傷した。

## 外交使節

### 駐日ソロモン諸島大使
なし